# ALGOL
Алгол, скраћено од ALGOrithmic Language, је императивни, процедурални, структурирани програмски језик чије су верзије излазиле 50-их и 60-их година прошлог века. Прва верзија алгола је настала 1958. године. Алгол је дизајниран да би се избегли неки проблеми са Фортраном. Имао је и доста утицаја на остале програмске језике као што су C, паскал, симула и многе друге.

## Верзије алгола
Постоје три главне верзије алгола: алгол 58, алгол 60 и алгол 68.
Постоји и још једна верзија коју је разио Никлаус Вирт, алгол W, као наследника алгола 60.
Друге верзије су: алгол Y, алгол N, 68C, 68G

## Историја
Развој алгола 58 је почео састанком информатичара из Европе и Америке у институту технологије у Цириху. Алгол 58 се првобитно звао ИАЛ, интернационална алгебарска логика (енгл. International Algebraic Logic). О алголу 60 су расправљали у Паризу на састанку, 1960. године следећи програмери: Фридрих Бауер, Петер Наур, Хајнц Рутишаузер, Клаус Самелсон, Адриан Ван Вијнгарден, Мајкл Вуџер и Бернард Ваквис (из Европе), Џон Бакус, Џулијан Грин, Чарлс Кац, Џон Макарти, Алан Перлис и Џозеф Хенри Вегштајн (из Америке).
Алгол 68 је последњи пут прерађен 1973. године.

## Пример кода
Упрошћена верзија програма 'Здраво свете!' у алголу 60:
BEGIN DISPLAY ("Здраво Свете!") END.